# Poincaréformodningen
I matematik er Poincaréformodningen, som er opkaldt efter Henri Poincaré, en sætning om karakterisationen af den tredimensionale sfære blandt tredimensionale mangfoldigheder. Sætningens påstand vedrører et rum, der lokalt ligner ordinært tre-dimensionalt rum, men som er sammenhængende, endeligt i størrelse og uden rand (en lukket 3-mangfoldighed). Poincaréformodningen siger, at hvis et sådant rum har den yderligere egenskab, at enhver løkke i rummet kontinuert kan trækkes sammen til et punkt (et sådant rum kaldes enkeltsammenhængende), er rummet blot den tredimensionale sfære. Den præcise formulering er den følgende:
Enhver enkeltsammenhængende lukket 3-mangfoldighed er homøomorf med 3-sfæren.
Et analogt resultat har været kendt i højere dimension i længere tid. Se illustrationen til højre for det todimensionale tilfælde.
Efter næsten et århundredes arbejde af matematikere, lavede russeren Grigorij Perelman et udkast til et bevis for formodningen i en række afhandlinger, der blev gjort tilgængelige i 2002 og 2003. Beviset fulgte Richard Hamiltons program og er siden blevet verificeret af en række højtstående matematikerhold.
Formodningen var, før den blev bevist, et af de vigtigste åbne spørgsmål i topologi. Resultatet er et af de syv Millenium Prize Problems for hvilke Clay Mathematics Institute har fremsat præmier på 1 mio. dollar for korrekte beviser. Rigtigheden af Perelmans arbejde blev bekræftet i 2006 og medførte, at han blev tilbudt en Fieldsmedalje, som han imidlertid afslog at modtage. Poincaréformodningen er endnu det eneste løste Milleniumproblem.
Den 22. december 2006 ærede tidsskriftet Science Perelmans bevis for Poincaréformodningen som det videnskabelige "Breakthrough of the Year"; det var første gang, et matematisk resultat opnåede den titel.

## Fodnoter
1. ↑  Mackenzie, Dana (2006-12-22). "The Poincaré Conjecture--Proved". Science. American Association for the Advancement of Science. 314 (5807): 1848-1849. doi:10.1126/science.314.5807.1848. ISSN 0036-8075.

## Ekstern henvisning
- Poincaréformodningen forklaret Arkiveret 17. november 2015 hos  Wayback Machine af Clay Mathematics Institute.

| Naturvidenskab | Spire Denne naturvidenskabsartikel er en spire som bør udbygges. Du er velkommen til at hjælpe Wikipedia ved at udvide den. |